# Berea de Macedònia
Berea（grec antic: Βέροια o Βέρροια, llatí: Beroea) era una ciutat de Macedònia situada a la part nord del país al districte d'Emàtia, a la vora d'un afluent de l'Haliacmó i al peu del Mont Bèrmion, tal com diu Estrabó.
La tradició deia que la va fundar Beres, fill del mític Macèdon, o la filla del mític rei de Berea, fill al seu torn de Macèdon. Existia segurament des de l'entorn de l'any 1000 aC i va ser poblada pels briges fins que els van substituir els macedonis. És esmentada per primer cop quan l'atenenc Càl·lies la va atacar l'any 432 aC, però sense èxit, segons Tucídides. Sota el regne de Macedònia era la segona ciutat després de Pel·la. Després de la batalla de Pidna el 168 aC es va rendir al cònsol romà Luci Emili Paulus Macedònic i va ser inclosa a la tercera regió de Macedònia.
Pau de Tars i Silas es van retirar a aquesta ciutat de Tessalònica cap a l'any 54 o 55, on van trobar molt bona acollida per part dels residents jueus. Sòpater, un nadiu de la ciutat, va acompanyar a Pau a l'Àsia. Llucià de Samòsata descriu la ciutat i diu que era gran i populosa. La Taula de Peutinger diu que es trobava a uns 45 km (30.000 passes) de Pella i l'Itinerari d'Antoní diu que era a 75 km (51.000 passes) de Tessalònica. Dioclecià la va erigir en una de les dues capitals de Macedònia. Va ser una de les primeres ciutats gregues a tenir bisbe, en la persona d'Onèsim, probablement un llibert de Filèmon de Colosses. Sota els romans d'Orient era una de les ciutats importants del tema de Macedònia.
Al segle ix va caure en mans dels búlgars i va agafar el nom de Ber. El 1185 els normands de Sicília la van conquerir i el 1204 els croats llatins. Va passar als serbis a la meitat del segle xiii. Els otomans la van ocupar el 8 de maig de 1387, i l'anomenaren Karaferye, 'Berea negra'. Correspon a la moderna vila de Berea o Véria.